# Кукуряк
Кукуряк (болг. Кукуряк) — село в Болгарии. Находится в Кырджалийской области, входит в общину Кирково. Население составляет 219 человек.

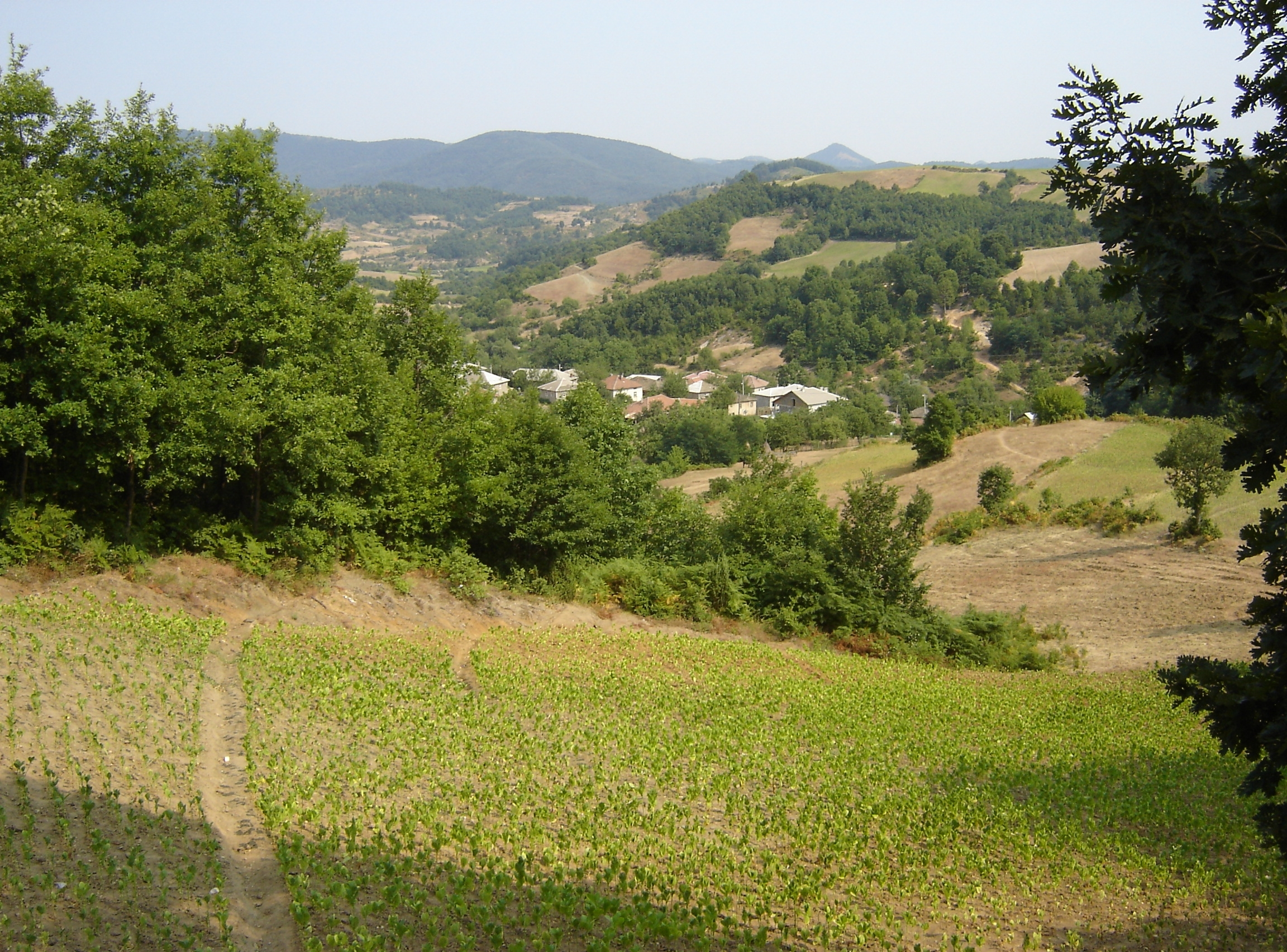

## Политическая ситуация
В местном кметстве Кукуряк, в состав которого входит Кукуряк, должность кмета (старосты) исполняет Раим Хабиб Ахмед (Движение за права и свободы (ДПС)) по результатам выборов правления кметства.
Кмет (мэр) общины Кирково — Шукран Кязим Идриз (Движение за права и свободы (ДПС)) по результатам выборов в правление общины.